# AgustaWestland AW139
De AgustaWestland AW139 is een middelgrote helikopter die de capaciteit heeft om 15 passagiers te transporteren. De helikopter wordt voornamelijk gebruikt voor leger- en patrouilletaken, offshore, brandweertaken, medische hulpverlening en evacuaties.
De AW139 is oorspronkelijk ontworpen en ontwikkeld door Agusta en Bell Helicopters en op de markt gebracht als de Agusta-Bell AB139, maar de AW139 moest opnieuw ontworpen worden toen Bell zich terugtrok uit het project. Sinds de indienstname in 2003 is de AW139 een van de meest verkochte producten van AgustaWestland geworden. Het is vervolgens verder ontwikkeld tot twee andere ontwerpen; de militair georiënteerde AW149 en de AW189 voor de civiele markt.

## Oorsprong
In 1997 lanceerde de Italiaanse helikopterfabrikant Agusta een programma voor vervanging van de Bell Huey-helikopters (die in grote aantallen door Bell Helicopter en onder licentie van Agusta waren gebouwd) met een potentiële markt van 900 voorspelde heli's. In 1998 sloten Bell en Agusta een overeenkomst, waarbij een samengesteld bedrijf, Bell / Agusta Aerospace Company (BAAC), werd opgericht om twee helikopters te ontwikkelen: een conventionele helikopter en een tiltrotor-helikopter. Deze werden de AB139 en BA609. Bell zou de leidende partner zijn voor de ontwikkeling van de BA609, terwijl Agusta de leidende partner zou zijn voor de AB139.
Op 26 september 2000 werd de eerste order voor het type geplaatst door Bristow Helicopters. Het eerste prototype vloog op 3 februari 2001 in Vergiate, Italië, met nog twee AW139's die ook deelnamen aan vliegproeven. De eerste afgemaakte AW139 maakte zijn eerste vlucht op 24 juni 2002. Europese JAA-certificering werd in juni 2003 ontvangen en het FAA-typecertificaat volgde in december 2004. In mei 2005 had de AW139 meer dan 100 bestellingen wereldwijd ontvangen. In de VS werd het type op de markt gebracht onder de aanduiding US139 en betrad het bij de Light Utility Helicopter-competitie van het Amerikaanse leger. In 2005 kocht AgustaWestland de aandelen van Bell en al zijn rechten op de AW139 voor $95.000.000.

## Verdere ontwikkelingen
In 2011 werd een militair geconfigureerde variant, de AW139M, onthuld door AgustaWestland. Het werd gepromoot op de Amerikaanse markt, inclusief het Common Vertical Lift Support Program van de Amerikaanse luchtmacht. De AW139M is uitgerust met een forward-looking infrared (FLIR) warmtebeeldcamera, een zelfbeschermingssysteem, zwaar landingsgestel en de helikopter heeft lage thermische en akoestische signaturen. Een aanzienlijk deel van de apparatuur is afkomstig van Amerikaanse fabrikanten. De aangeboden opties omvatten een extern systeem met verschillende bewapening, gepantserde stoelen, zelfsluitende brandstoftanks en een volledig ijsbeschermingssysteem voor alle weersomstandigheden.
In 2015 onthulde AgustaWestland een AW139-variant met een verhoogd gewicht van 7 ton, waardoor een bereik van 305 km mogelijk was met 12 passagiers; bestaande AW139's kunnen ook worden herbouwd naar het nieuwere zware model. Het zwaardere casco gaat ten koste van de maximale vlieghoogte en hoge prestaties.

## Ontwerp

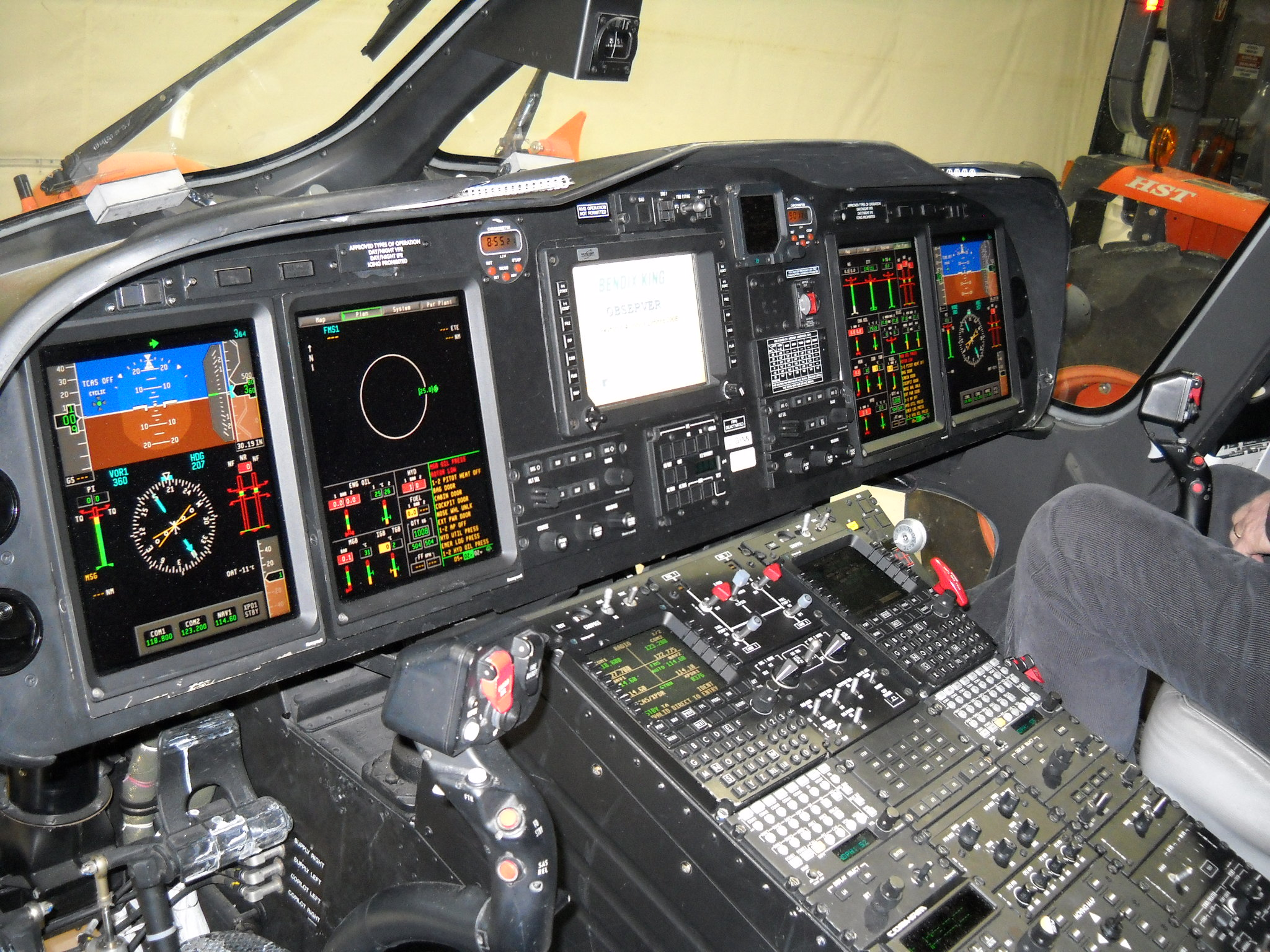
Cockpit van de AW139

De AW139 is een conventionele tweemotorige helikopter. Het heeft een volledig scharnierbare hoofdrotor met vijf bladen met een titanium naaf en composietbladen en een gelede staartrotor met vier bladen. Het is uitgerust met intrekbaar landingsgestel met drie wielen, waarbij de twee achterwielen zich terugtrekken in een extern holte waarin ook nooduitrusting kan worden ondergebracht. Het wordt gevlogen door een bemanning van twee piloten, met maximaal 15 passagiers ondergebracht in drie rijen van vijf.
De AW139 wordt aangedreven door twee FADEC-gestuurde Pratt & Whitney Canada PT6C turboshaft-motoren; het FADEC-systeem past de motoren naadloos aan voor het gemak van de piloot en het comfort van de passagiers, en kan automatisch een eenmotorige storing verwerken zonder merkbare afwijking. Het werd gebouwd met onderhoudsvereisten in gedachten; kritieke systemen zijn gemakkelijk toegankelijk, waar mogelijk is het aantal onderdelen verminderd en veel componenten zijn ontworpen voor een verlengde levenscyclus; een Health and Usage Monitoring System (HUMS) is ook uitgerust. Er kunnen meer dan duizend aanpasbare apparaten worden geconfigureerd, waaronder extra brandstoftanks, reddingstakels, ladinghaken, zoek- en weerradars, ijsbeschermingssystemen, externe camera's en zoeklichten en plaatsingsarrangementen.
De AW139 is voorzien van een modulaire glazen cockpit, een vaak geïnstalleerde functie, de vierassige stuurautomaat, die functies als de functie voor automatisch zweven mogelijk maakt. De cockpit is ontworpen om vluchtoperaties met één piloot mogelijk te maken onder voorwaarden voor instrumentvliegvoorschriften en is ook compatibel met het gebruik van nachtkijkers. Piloottraining voor het type is beschikbaar via geavanceerde Level D Full Flight Simulators. Volgens Shipping & Marine heeft de AW139 de grootste cabine in zijn klasse; met maximaal 15 passagiers of vier nesten en bijbehorende medici, wordt een extra bagageruimte gebruikt voor het opbergen van apparatuur om de hoofdcabine vrij te houden voor gebruik.

## Varianten
AB139
Originele Italiaanse helikopter, 54 gebouwd.
AW139

Aangepaste AB139, wijzigingen vanaf 55e helikopter, gebouwd in Italië. 
AW139

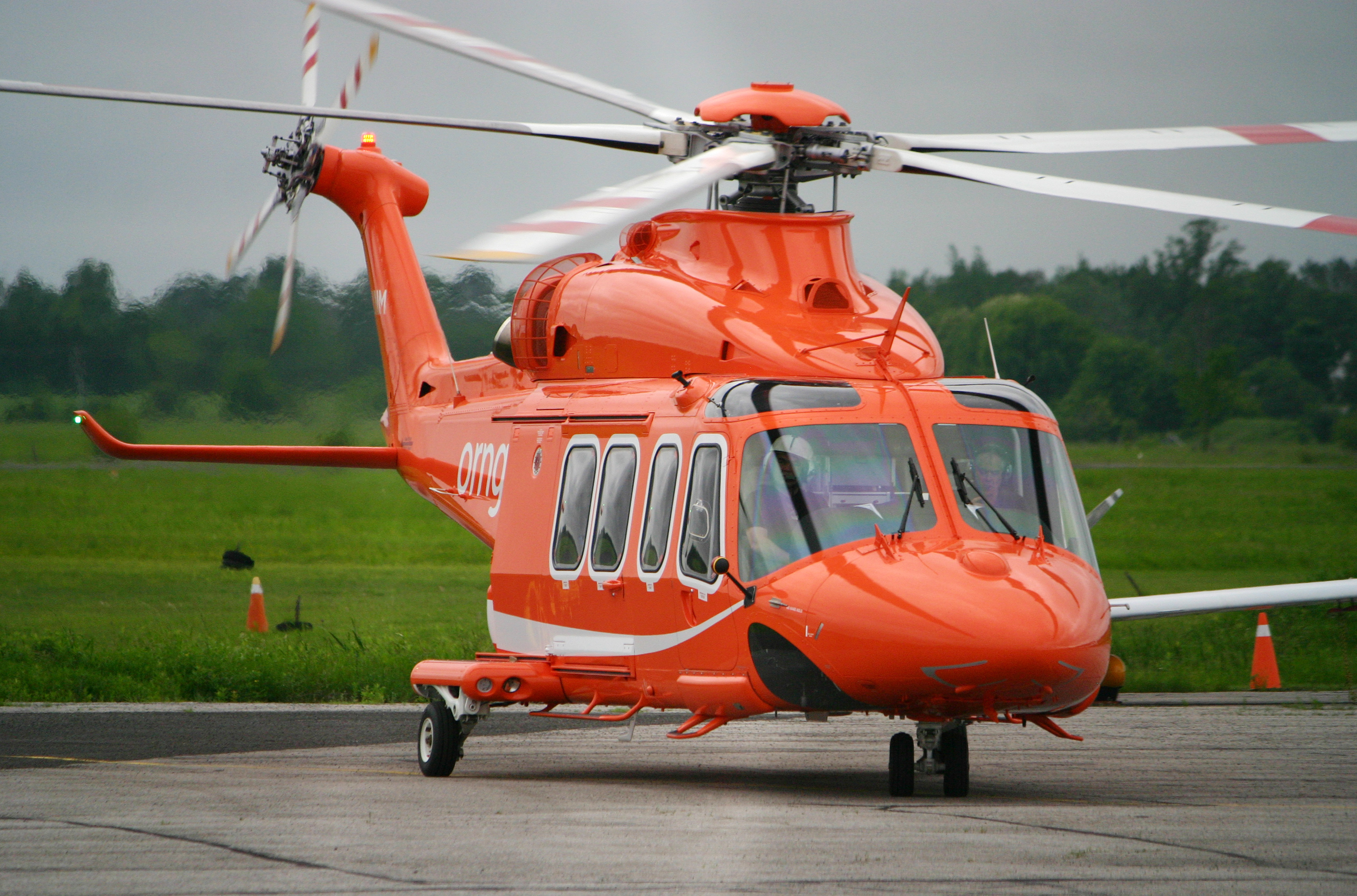
Oranje AW139

Lange neusvariant met verhoogde ruimte voor vliegtuigelektronica, gebouwd in Italië en de Verenigde Staten.
AW139M
Gemilitariseerde variant, geschikt voor het dragen van verschillende wapenleveranties.
HH-139A
De aanduiding van de Italiaanse luchtmacht voor tien zoek- en reddingswerkende AW139M's.
VH-139A
Italiaanse luchtmachtaanduiding voor twee VIP-geconfigureerde AW139's.
Boeing MH-139
Militaire variant gebaseerd op de in Amerika gebouwde AW139.De UH-1N-vloot van de Amerikaanse luchtmacht wordt vervangen door de eerste vier helikopters die in 2021 moeten worden geleverd.